# 3655 Eupraksia
A 3655 Eupraksia (ideiglenes jelöléssel 1978 SA3) egy kisbolygó a Naprendszerben. Ljudmilla Vasziljevna Zsuravljova fedezte fel 1978. szeptember 26-án.